# Поки живемо...
«Поки живемо...» — радянський художній фільм 1986 року, знятий режисерами Рубеном Геворкянцем і Георгієм Кеворковим на кіностудії «Вірменфільм».

## Сюжет
Режисер Манвел Симонян, закінчивши зйомки чергового фільму, дає згоду на постановку нового сценарію та приїжджає з колегами до виправної колонії. Тут герой знайомиться із підлітком Ованесом Дарбіняном, який потрапив під суд за те, що той, захищаючи матір від ударів коханця, поранив кривдника ножем. Режисер, який раніше не помічав за собою особливої чутливості до чужих бід, став раптом по-доброму сентиментальним і, під свою відповідальність, забрав хлопчика з колонії.

## У ролях
- Хорен Абрамян — Манвел
- Араїк Арутюнян — Овік
- Карен Джанібекян — начальник колонії
- В. Назарян — роль другого плану
- Левон Тухікян — роль другого плану
- Ваган Арцрунян — роль другого плану
- Аліса Капланджян — роль другого плану
- С. Борян — роль другого плану
- Жанна Аветисян — роль другого плану
- Джульєтта Бабаян — роль другого плану
- Рудольф Гевондян — роль другого плану
- Григорій Мелік-Авакян — роль другого плану
- Армен Хостікян — епізод
- Ася Нагашян — епізод
- Левон Шарафян — епізод
- Віген Степанян — епізод
- Степан Шагінян — епізод
- Р. Гаспарян — епізод
- Жан Елоян — епізод
- Євгенія Манвелян — епізод

## Знімальна група
- Режисери — Рубен Геворкянц, Георгій Кеворков
- Сценаристи — Рубен Геворкянц, Олександр Диванян
- Оператор — Рудольф Ватинян
- Композитор — Вагаршак Закарян